# Lou Berney
Pour les articles homonymes, voir Berney.
Lou Berney, né à Oklahoma City, est un écrivain américain, auteur de roman policier.

## Biographie
Il est enseignant à l'université d'Oklahoma City.
En 2016, avec son troisième roman, The Long and Faraway Gone, il est lauréat du prix Edgar-Allan-Poe du meilleur livre de poche original, du prix Anthony du meilleur livre de poche original et du prix Macavity du meilleur roman.

## Œuvre

### Romans
- Gutshot Straight (2011)
- Whiplash River (2013)
- The Long and Faraway Gone (2015) publié en français sous le titre Seuls les vivants (2021) coll. « HarperCollins Noir », HarperCollins,  (ISBN 979-10-339-0836-4)
- Double Barrel Bluff (2017)
- November Road (2018)
- Dark Ride (2023) publié en français sous le titre Descente (2024) coll. « HarperCollins Noir », HarperCollins
- Double Barrel Bluff (2024)

### Recueil de nouvelles
- The Road To Bobby Joe and Other Stories (1991)

## Prix et récompenses

### Prix
- Prix Edgar-Allan-Poe 2016 du meilleur livre de poche original pour The Long and Faraway Gone[1]
- Prix Macavity 2016 du meilleur roman pour The Long and Faraway Gone[2]
- Prix Anthony 2016 du meilleur livre de poche original pour The Long and Faraway Gone[3]
- Prix Barry 2016 du meilleur livre de poche original pour The Long and Faraway Gone[4]
- Prix Hammett 2018 pour November Road[5]
- Prix Anthony 2019 du meilleur roman pour November Road'[3]
- Prix Barry 2019 du meilleur roman pour November Road[4]
- Prix Lefty 2019 du meilleur roman pour November Road[6]
- Prix Macavity 2019 du meilleur roman pour November Road'[2]
- CWA Ian Fleming Steel Dagger 2020 pour November Road[7]
- Ian Fleming Steel Dagger 2025 pour Dark Ride[7]

### Nominations
- Prix Barry du meilleur premier roman 2011 pour Gutshot Straight[8],[4]
- Prix Edgar-Allan-Poe 2013 du meilleur livre de poche original pour Whiplash River[9]
- Prix Anthony 2013 du meilleur livre de poche original pour Whiplash River[3]
- Prix Thriller 2019 du meilleur roman pour November Road'[10]
- Prix Barry du meilleur roman de la décennie pour November Road[4]
- Gold Dagger Award 2020 pour November Road[7]
- Prix Barry du meilleur roman 2024 pour Dark Ride[4]
- Prix Macavity 2024 du meilleur roman pour Dark Ride'[2]